# 索倫特海峽

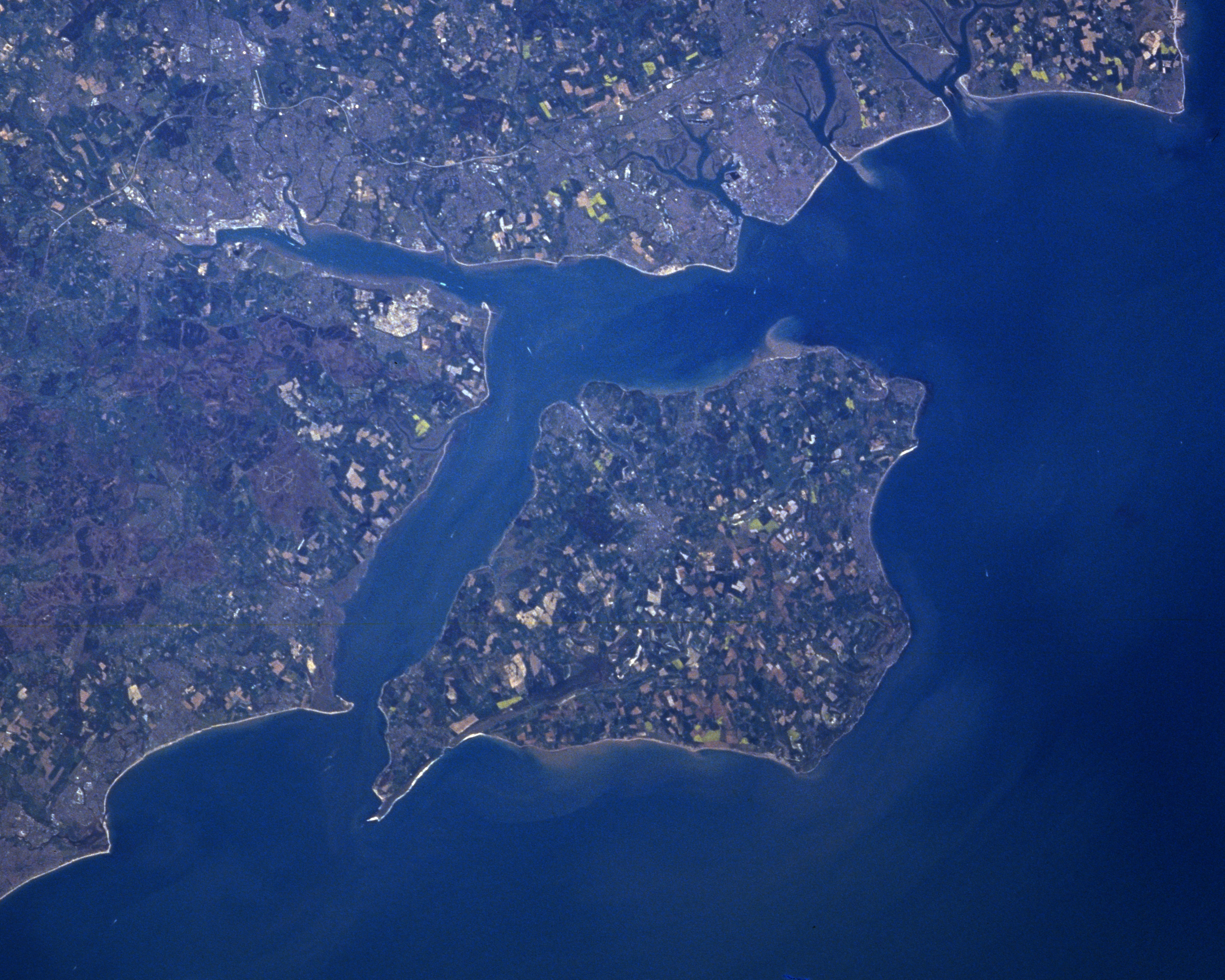
懷特島和英格蘭之間的索倫特海峽衛星圖

索倫特海峽（Solent /ˈsoʊlənt/ SOH-lənt）是一個位於英格蘭主島和懷特島之間的海峽。是兩地間船隻航行必由之路，此外也是著名的水上運動，例如駕駛遊艇的場所。每年都會在此舉辦考斯帆船賽週。因為懷特島的影響，其水文變化較為複雜。
索倫特海峽附近的河口和沿岸地區的生態有極其重要的價值，其海岸線上的大部份地區都被列入特别保育区中。
而自731年開始索倫特海峽就已經出現於人類文獻中了，當時乘稱作“Soluente”。不過索倫特海峽名稱的意義和確切起源都不為人所知曉。

## 外部連結
- Solentpedia
- The Solent Forum （页面存档备份，存于）
- Solent Rescue - Independent Lifeboat Rescue Organisation （页面存档备份，存于）
- Solent Aggregates to Outreach （页面存档备份，存于）
- History of the major rivers of southern Britain during the Tertiary （页面存档备份，存于）
- (near end): download tune and its score: Lost Solent River

50°47′12″N 1°17′42″W / 50.78667°N 1.29500°W